# Paulo R. Holvorcem
Paulo R. Holvorcem est un astronome amateur brésilien, né en 1967, qui habite à Campinas, Brésil.
C'est un découvreur prolifique d'astéroïdes. Il est crédité par le Centre des planètes mineures de la découverte ou la codécouverte (avec Charles W. Juels et Michael Schwartz) de 434 astéroïdes numérotés entre 1998 et 2015. Holvorcem et Juels ont reçu le prix Comet en 2003 pour la découverte de la comète C/2002 Y1 (Juels-Holvorcem).
L'astéroïde (13421) Holvorcem a été nommé en son honneur.
| (42354) Kindleberger     | 12 février 2002   |
| (42365) Caligiuri        | 12 février 2002   |
| (46441) Mikepenston      | 10 juin 2002      |
| (46442) Keithtritton     | 12 juin 2002      |
| (48300) Kronk            | 11 juin 2002      |
| (51983) Hönig            | 19 septembre 2001 |
| (52005) Maik             | 8 février 2002    |
| (52057) Clarkhowell      | 15 août 2002      |
| (55331) Putzi            | 21 septembre 2001 |
| (55555) DNA              | 19 décembre 2001  |
| (64070) NEAT             | 24 septembre 2001 |
| (65100) Birtwhistle      | 8 février 2002    |
| (68448) Sidneywolff      | 18 septembre 2001 |
| (77870) MOTESS           | 16 septembre 2001 |
| (83360) Catalina         | 16 septembre 2001 |
| (84342) Rubensdeazevedo  | 5 octobre 2002    |
| (89956) Leibacher        | 6 juin 2002       |
| (90453) Shawnphillips    | 6 février 2004    |
| (109879) Letelier        | 16 septembre 2001 |
| (123860) Davederrick     | 16 février 2001   |
| (131186) Pauluckas       | 16 février 2001   |
| (158520) Ricardoferreira | 19 mars 2002      |